# Nicolay de Caveri
Nicolay de Caveri, italijanski kartograf, * 14. stoletje, † 15. stoletje.
Njegov najbolj znan zemljevid, t. i. Caveriov zemljevid, je bil primarni vir za Waldseemüllerjev zemljevid.